# S.M.
S.M., chiamata qualche volta SM-046, è una paziente descritta per la prima volta nel 1994 che ha subito una distruzione bilaterale dell'amigdala nella tarda infanzia a causa di una condizione genetica estremamente rara chiamata Sindrome di Urbach–Wiethe. La rilevanza di S.M. è dovuta al fatto che, a causa del danno subito, ha poca o nulla capacità di provare paura, una caratteristica che ha spinto i media a chiamarla la "donna senza paura". S.M. è stata oggetto di ricerca medica estensiva e ha aiutato a chiarire le funzioni dell'amigdala.

## Caratteristiche
Esperimenti condotti con S.M. non hanno suscitato alcune paura in risposta all'esposizione o al contatto con serpenti e ragni velenosi, alla visita a una struttura infestata (Waverly Hills Sanatorium), o spezzoni di film come The Blair Witch Project, Shining e Il Silenzio degli Innocenti. La paziente ha mostrato altri sentimenti come interesse e curiosità al posto della paura, insieme ad altre reazioni appropriate al contesto dei film come il disgusto. S.M. non è comunque immune a qualunque tipo di paura; così come altri pazienti che hanno subito un danno bilaterale dell'amigdala, ha provato paura e ha avuto esperienza di attacchi di panico, anche più intensi rispetto a soggetti in salute, in risposta a stimoli soggettivi conseguenti al soffocamento da ipercapnia (inalazione di anidride carbonica), sentimenti che ha descritto come completamente nuovi per lei.
S.M. è descritta come una persona molto estroversa, amichevole e disinibita, e anche piuttosto civettuola. Mostra un desiderio e una tendenza esagerati di approcciare gli altri. Ha difficoltà a riconoscere segnali sociali, come la paura nelle espressioni facciali altrui, e non riesce a discernere l'affidabilità e l'accessibilità nelle altre persone. Questi tratti sono coerenti col fatto che S.M. tende ad approcciare gli altri indiscriminatamente, anche col contatto fisico. Inoltre, S.M. sembra provare poche emozioni negative, mentre di contro, nonostante le numerose avversità affrontate nella vita, mostra un alto grado di positività. Tende ad avere un atteggiamento positivo sulla maggior parte delle persone, delle situazioni e dei problemi. S.M. mostra anche una elaborazione carente della musica, non riuscendo a riconoscere selettivamente musica triste o paurosa.
S.M. è anche affetta da uno scarso senso della prossemica (spazio personale); non si sente a disagio stando molto vicino agli estranei, perfino a mantenere un contatto visivo a distanza estremamente ravvicinata. Tuttavia, comprende il concetto di spazio personale e riconosce che gli altri hanno bisogno di più spazio rispetto a lei. S.M. mostra anche peculiarità nella memoria. Si sa che gli stimoli importanti dal punto di vista emotivo contribuiscono al consolidamento della memoria dichiarativa a lungo termine, e questo effetto sembra dipendere dall'amigdala.. Inoltre, S.M. sembra avere alte capacità di empatia in confronto agli altri; questo ricorda, per analogia, l'emergenza di una sorta di "iper empatia" in un'altra donna che aveva subito un'operazione di amigdalo-ippocampectomia per controllare una grave epilessia.

## Vita personale
S.M. è stata vittima di numerosi atti di crimine e di incontri potenzialmente traumatici, che l'hanno messa in situazione di rischiare la propria vita. È stata minacciata con coltello e pistola, è stata quasi uccisa in un episodio di violenza domestica e ha ricevuto numerose minacce esplicite di morte. Non ha mai mostrato segni di disperazione, urgenza, né alcuna risposta comportamentale associata normalmente a episodi simili. Il numero sproporzionato di eventi traumatici nella vita di S.M. è stato associato al fatto che vive in un'area molto pericolosa, con alti tassi di povertà, criminalità e tossicodipendenza, e alla sua scarsa capacità di riconoscere minacce incombenti nel suo ambiente, nonché di tenersi alla larga da situazioni potenzialmente pericolose. S.M. non è mai stata accusata di alcun crimine.
S.M. è stata sposata ed è madre single e indipendente di tre bambini.